# Holbøl
Holbøl (dt.: Holebüll) ist ein dänischer Ort mit 427 Einwohnern in der Aabenraa Kommune, Region Syddanmark. Die romanische Dorfkirche (Fresken, freistehender Glockenstapel) bildet den Mittelpunkt von Holbøl Sogn.
Die Leihbücherei fiel Einsparungsmaßnahmen nach der Kommunalgebietsreform 2007 zum Opfer. Die nächste Zweigbibliothek befindet sich im zehn Kilometer entfernten Bov.
Die Gemeinde hat eine Freiwillige Feuerwehr, eine in Nordschleswig verbreitete, im übrigen Dänemark allerdings unübliche Einrichtung, da das dänische Rettungswesen in den Händen der Firma Falck liegt.
2015 bekam der Ort eine zweite Blume im Zuge des Entwicklungsprogrammes "Blühende Dörfer" (www.blomstrendelandsby.dk), 2017 die dritte.

## Wirtschaft und Infrastruktur
Der Abschnitt Padborg–Kværs (dt. Pattburg – Quars) der Eisenbahn von Flensburg nach Sønderborg wurde bereits 1936 eingestellt, so dass Holbøl seinen Bahnhof verlor. Unmittelbar nördlich der Gemeinde verläuft die Strecke Tinglev–Tørsbøl–Sønderborg (dt. Tingleff – Törsbüll – Sonderburg). Allerdings liegen die drei nahe gelegenen Bahnhöfe Lundtoft, Tørsbøl und Rinkenæs (dt. Rinkenis) seit 1974 ebenfalls still, so dass die nächsten Bahnstationen Kliplev, Gråsten (dt. Gravenstein) und Padborg an der Hauptstrecke Fredericia–Tinglev–Flensburg sind.
Die Sekundärroute 170 von Flensburg nach Apenrade verläuft westlich des Ortes. Dadurch hat Holbøl auch eine fast stündliche Busverbindung mit beiden Städten.
Holbøl verfügt über mehrere Krabbelstuben, einen Kindergarten, eine Privatschule mit 217 Kindern (Stand April 2017) in den Jahrgängen 0–9, das Holbøl Landbohjem für Übernachtungen und Feste und einen täglich geöffneten Supermarkt, Lokal Brugsen, mit 24-Stunden-Tankstelle. Auch ein Fitnesscenter gibt es im Ort, und ab Sommer 2017 wird die im Bau befindliche Multihalle zur Verfügung stehen. Des Weiteren gibt es im Ort ein Sportstadion mit Fußballbahn und Tennisplätzen.